# Forêt de la Traconne
La forêt de la Traconne est une forêt située dans le département de la Marne en France.

## Histoire
Les religieuses de Notre-Dame de Sézanne jouissaient, depuis très longtemps, des droits de chauffage, de pâturage et d'usage (droit de couper du bois pour son usage) dans les bois de la Traconne. Louis XIV, leur confirma les droits antiques d'usage, de pâturage
et de pannage qu'elles exerçaient, en vertu de privilèges octroyés par les comtes de Champagne ou par ses prédécesseurs, dans la forêt de la Traconne. Les bois qu'elles en tiraient, soit pour leurs constructions, soit pour leur chauffage, avaient, l'avantage d'entrer dans la ville de Sézanne en franchise.
En 1914, l'armée allemande progressa jusqu'à la forêt de la Traconne sur le territoire de la commune de Châtillon-sur-Morin, une croix près de la nationale 4 marque le décès d'un soldat français.
Une dizaine de soldats, essentiellement du 84e régiment d'infanterie sont répertoriés mort à Châtillon-sur-Morin du 5 au 7 septembre 1914 sur le site Mémoire des Hommes 

## Géographie
La forêt domaniale de la Traconne, couvrant 2.446 hectares situés au cœur d'un massif d'une superficie totale de 6.500 hectares, est située sur les communes suivantes, partant de la plus à l'ouest, puis dans le sens des aiguilles d'une montre :
- Esternay, Châtillon-sur-Morin, La Noue, Mœurs-Verdey, Le Meix-Saint-Epoing, Saudoy, Barbonne-Fayel, Fontaine-Denis-Nuisy, Chantemerle,  Bethon, Montgenost, La Forestière.

## Chemins, routes et voies ferrées
La ligne de chemin de fer Gretz-Armainvilliers à Sézanne traverse la forêt de Châtillon-sur-Morin à Saudoy. Un point d'arrêt était située au Meix-Saint-Epoing. 

## Flore et faune
Le cerf élaphe, le sanglier, le chevreuil, le renard, le blaireau, la martre, le putois, le chat sylvestre, le lièvre, le lapin de garenne, le hérisson, l'écureuil d'Europe, l'autour des palombes, la buse variable, l'épervier d'Europe, la chouette hulotte, la chouette effraie, le hibou moyen duc, l'engoulevent d'Europe, le loriot, le pic vert, le pic épeiche, le pigeon ramier, la tourterelle des bois, le merle noir, le geai des chênes, les quatre espèces de grives, la bécasse, la pie, la corneille noire, la sitelle torchepot, le grosbec, plusieurs espèces de mésanges, le pinson des arbres et une multitude de passereaux sont présents dans cette forêt.
La  strate  arborescente  comprend  le  chêne  sessile  et le chêne pédonculé, le charme, le hêtre, le tilleul à petites feuilles, le frêne, le tremble, le bouleau, l'érable et le merisier.
Le taillis est composé par le chèvrefeuille des bois, la ronce commune, le noisetier, le troène, le rosier des champs, l'aubépine monogyne, l'aubépine épineuse.
Le tapis herbacé est constitué par la canche flexueuse, la laîche pâle, le lamier jaune, la laîche des bois, la luzule des bois, le millet diffus, la primevère élevée, le sceau de Salomon multiflore, le polystic spinuleux et aussi l'épipactis pourpre.

### Arbres remarquables
- Un Fau à proximité du carrefour de l'Étoile. Plusieurs chênes sessiles d'un volume de 10 à 12 m3 çà et là.